# Батьківський комітет
Батькі́вський коміте́т в школі — орган громадськості, який сприяв розв'язанню найважливіших питань навчання і виховання учнів, а також поліпшенню матеріальної бази школи.
Батьківський комітет складався з представників батьків учнів, обраних відкритим голосуванням на загальних батьківських зборах кожного класу.
До складу батьківського комітету входив директор (завідувач) школи.
Голова батьківського комітету був членом педагогічної ради школи, представляв в ній інтереси батьків. Батьківський комітет допомагав школі виховувати у дітей любов до знань і суспільно корисної праці, виробляти навички культурної поведінки. Члени батьківського комітету сприяли поширенню педагогічних знань серед населення. У своїй діяльності батьківський комітет керувався принципами, викладеними в «Положенні про батьківський комітет школи» та статті 71 Закону України «Про освіту».
Через перевищення повноважень батьківськими комітетами та порушеннями прав учасників освітнього процесу в закладах освіти, а також задля подолання корупційних дій, адже саме рішеннями "Батьківських Комітетів" адміністрації закладів виправдовували збір необлікованих готівкових коштів, Міністерством освіти і науки були впроваджені деякі зміни до Закону про освіту.
Наказом Міністерства науки і освіти від  21.12.2017 року., створення органу громадськості "батьківський комітет" не відповідає законним вимогам https://zakon.rada.gov.ua/rada/show/v1649729-17#Text [Архівовано 24 грудня 2021 у Wayback Machine.] Батькам, як учасникам освітнього процесу надається право на створення органу «Батьківське самоврядування» Стаття 28.Громадське самоврядування в закладах освіти. https://zakon.rada.gov.ua/laws/show/2145-19#Text [Архівовано 15 квітня 2020 у Wayback Machine.] Інформація щодо створення батьківських комітетів у закладах освіти втратила актуальність.